# 黃昭惠
黃昭惠，現為香港霹靂舞代表，將出戰杭州亞運。

## 参赛记录
2023 世界霹靂舞奧運積分賽18歲以上女子世界排名第 61 (截至 26.4.2023)
2023 香港霹靂舞代表隊18歲以上女子香港排名第一